# Giacinto Menotti Serrati
 (septembre 2016).
Si vous disposez d'ouvrages ou d'articles de référence ou si vous connaissez des sites web de qualité traitant du thème abordé ici, merci de compléter l'article en donnant les références utiles à sa vérifiabilité et en les liant à la section « Notes et références ».
Giacinto Menotti Serrati (né le 25 novembre 1872 à Spotorno dans la province de Savone, en Ligurie – mort le 10 mai 1926 à Asso) est un militant communiste italien.

## Biographie
Personnalité importante du Parti socialiste italien (PSI), Giacinto Menotti Serrati rencontra Benito Mussolini lors de son exil en Suisse, au début du siècle. Serrati fonde la Fédération socialiste italienne à New York, avant-guerre, où il rencontrera Edmondo Rossoni, un syndicaliste révolutionnaire qui rejoindra le fascisme et deviendra ministre.
Neutraliste pendant la Première Guerre mondiale, il a été l'éditeur de l'organe de presse du PSI, l'Avanti!, qu'il dirigea après l'exclusion de Mussolini en 1914. 
Il participa au mouvement de Zimmerwald dont il parvint à publier le Manifeste dans l'Avanti! malgré la censure et poussa le PSI à soutenir la révolution d'octobre. Il fut élu au comité exécutif de l'Internationale communiste lors de son second congrès, tenu à Moscou en 1920. Toutefois, il s'opposa à la rupture avec les réformistes en 1921 et n'adhéra pas immédiatement au nouveau Parti communiste italien. Il anima une fraction maximaliste dans le parti socialiste qui fusionna en 1924 avec le Parti communiste dont il intégra le comité central.